# نوكيا 105 (2015)
نوكيا 105 (2015) (بالإنجليزية: Nokia 105 (2015))‏ يطلق عليه أيضا نوكيا 105 كلاسيكي، هو هاتف محمول يحمل علامة نوكيا طّور بواسطة مايكروسوفت موبايل. وصدر في 3 يونيو 2015.

## وصلات خارجية
- نوكيا 105 (2015)